# Dudith András
Horehoviczai Dudith (Dudich) András (Buda, 1533. február 5. – Boroszló, 1589. február 22.) magyar nemes, aki olasz és horvát felmenőkkel is rendelkezett, mindezek mellett pécsi püspök és császári-királyi tanácsos is volt. Munkásságának köszönhetően a humanizmus fénykorának polihisztor tudósa és a reneszánsz magyar irodalom alkotójává vált.

## Élete
Anyai ágon a velencei Sbardellati nemes családból származott, akiknek nevét maga is használta. Budán vagy a budai várhoz közel született. Nagybátyja Sbardellati Ágoston váci püspök Boroszlóba, majd Itáliába küldte, ahol Padova főiskoláján az ókori Róma nagy íróit tanulmányozta és klasszikus műveltséget szerzett. Veronában megismerkedett Pol Reginald bíborossal, aki magával vitte V. Károly német-római császár, I. Mária angol királynő és II. Henrik francia király király udvaraiba. Párizsban foglalkozott a görög és keleti nyelvekkel. Visszatérve hazájába, magára vonta Oláh Miklós prímás figyelmét, aki őt még pappá szentelése előtt apostoli főjegyzővé, esztergomi kanonokká és budafölhévizi préposttá tette. 1559-ben bejárta Európa több országát. Ezután tinnini püspökké nevezték ki.
Az 1561. évi nagyszombati tartományi zsinat Kolozsváry János csanádi püspök mellett őt küldte mint a magyar klérus képviselőjét a tridenti zsinatra. 1562. február 7-én érkezett Tridentbe. Társával együtt az volt a megbízása, hogy Ferdinánd követeit támogassa. Az április 6-án történt tanácskozás alkalmával nagy hatású beszédet tartott, amelyben a magyar főpapok vallásos buzgalmát emelte ki, és a magyarországi egyházi állapotokat jellemezte. Ezután szavának a tárgyalások folyamán nagy súlya volt. Július 16-án az ötödik nyilvános ülést megelőző istentisztelet alkalmával ő tartott beszédet. Az egyház tanítását az oltári szentségről fejtegette, és védelmezte az újítók támadásaival szemben. Szeptember 5-én értekezletben újra sürgette a két szín alatti áldozás megengedését. Két hónappal később meghalt követtársa, a csanádi püspök, és ettől fogva egymaga képviselte a magyar klérust. Azután is több alkalommal beszélt, így decemberben a residentia kötelezettségéről alkotandó végzés tárgyában fejtette ki nézeteit.
A következő év nyarán a spanyol király követei nehézségeket támasztottak azzal a kívánságukkal, hogy a protestánsokat újra meghívják a zsinatra. A pápai követek nagy zavarban voltak és a császár közbenjárását vették igénybe. Ez ügyben felhívásukra Bécsbe utazott, hogy a császárt felvilágosítsa. Július második felében távozott Tridentből, ahová nem tért vissza többé, mert a zsinatot néhány hónappal később bezárták.
1563. február 7-én csanádi és 1564-ben pécsi püspökké nevezték ki. Ugyanekkor császári tanácsos is lett. Miksa király 1565-ben mint követét a lengyel király udvarába küldte. Itt megismerkedett a királyné udvarhölgyével, Strass Reginával, mire elhagyta az egyházat, és az udvarhölgyet feleségül vette. Ezután Lengyelországban tartózkodott és a tudományoknak élt. A protestantizmushoz csatlakozott. Előbb református, majd unitárius lett. Első nejének halála után 1579-ben egy gazdag lengyel özveggyel lépett második házasságra. Nejének nagy vagyona lehetővé tette, hogy életét jólétben tölthesse. Több gyermeke született. Boroszlóban halt meg 1589. február 22-én.

## Művei
- Dionisii Halicarnassei de Thucydidis Historia Judicium. Andr. Duditio Pannonio interprete. Velence, 1560
- Orationes duae in concilio Tridentino habitae 6. apr. et 16. jun. 1562. cum praefatione ad Nicolaum Olahum Archiep. Esztergom, Brescia, 1562
- Orationis pro clero Hungariae et orationes ad Tridentinam Synodum. Velence, 1562
- Oratio de calice laicis permittendo in concilio Tridentiino habita. Padova, 1563
- Vita Reginaldi Poli card. Velence, 1563 (névtelenül)
- Commentariolus de cometarum significatione et Dissertationes novae de cometis. Bázel, 1579 (Thomas Erastus többször is kiadta)

De cometarum significatione cl. virorum Andreae Duditii commentariolus, & d. Thomae Erasti sententia. Breslau, 1619
- Orationes in concilio Tridentino habitae. Apologia ad Maximilianum II. Commentarius pro conjugii libertate. Cum Appendice Epistolarum imp. et principum Germ. Orationum ac scriptorum aliquot de communione sub utraque specie, de connubio sacerdotum, de Ecclesiae reform., de Syn. Trid. potissimis actionibus, edita studio Qu. Reiter. Offenbach, 1610
- Orationes quinque in concilio Tridentino habitae… Praefatus est ac Dissertationem de vita et scriptis ill. auctoris historico-criticam adjecit Lorandus Samuelfy. Halae Magd., 1743
- Andreas Dudithius: Epistulae, 1-7.; sajtó alá rend. Lech Szczucki, Szepessy Tibor; Akadémiai, Bp., 1992–2019

Több görög és olasz munkát latinra fordított. Sűrű levelezésben állott korának több kiváló tudósával, mint Theodor Bezával, Justus Lipsius-szal, Socinus-szal, Melius Juhász Péterrel és másokkal. Levelei részben különböző gyűjteményes munkákban jelentek meg, részben kiadatlanul lappanganak, legújabban pedig a Magyar Tudományos Akadémia Irodalomtudományi Intézetének sorozatában, a Bibliotheca Scriptorum Medii Recentisque Aevorumban látnak napvilágot. Számos levelét az Országos Széchényi Könyvtár kézirattárban őrzik.

## Dudith András címerei

Dudith András eredeti címere
Az uralkodó által is megerősített címere